# Zustandsraum (Mechanik)
Als Zustandsraum wird in einigen Darstellungen der Mechanik die Erweiterung des Phasenraums, bestehend aus (generalisierten) Koordinaten (Konfigurationsraum) und (generalisierten) Impulsen, um die Zeit verstanden. Das hat Vorteile bei der Behandlung nicht-konservativer Systeme, in denen die Hamiltonfunktion explizit von der Zeit abhängt (etwa ein zeitlich veränderliches Potential).
In anderen Darstellungen versteht man unter dem Zustandsraum einfach nur den Phasenraum.